# Martin Kober

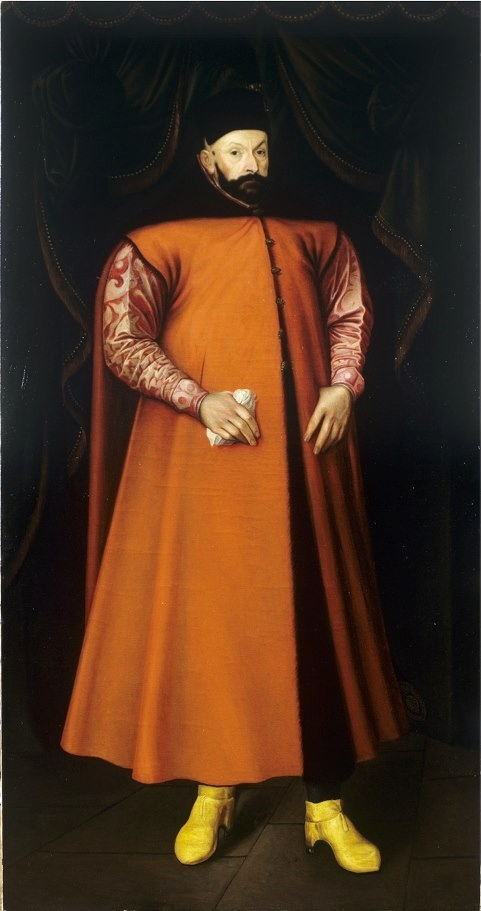
Målning föreställande Stefan Batory, målad av Martin Kober.

Martin Kober, född 1550 i Breslau i Nedre Schlesien, då tillhörande Tysk-romerska riket, död 1609, var hovmålare åt Stefan Batory, kung av Polen.